# Scrobipalpa dagmaris
Scrobipalpa dagmaris is een vlinder uit de familie tastermotten (Gelechiidae). De wetenschappelijke naam is voor het eerst geldig gepubliceerd in 1987 door Povolny.
De soort komt voor in Europa.